# Cornish rex
El Cornish rex és una raça de gat domèstic originària de Cornualla, al sud-oest d'Anglaterra. El Cornish Rex no té pèl excepte pel baix. La majoria de les races de gats tenen tres tipus de pèl diferents en els seus abrics: el pelatge exterior o "pèls de guarda", una capa mitjana anomenada "pell de l'arda"; i el pèl o pelatge inferior, que és molt fi i fa uns 1 cm de llarg. Els rex de Cornualles només tenen la capa inferior.

## Història
El primer cornish rex, conegut com a Killibunker, va néixer l'any 1950 a Cornualla (Anglaterra) fruit de l'encreuament de dos gats comuns de pèl curt (gat britànic de pèl curt), per tant Killibunker és l'avantpassat de tots els cornish actuals.

## Característiques
El cornish rex té un esquelet d'ossos molt fins, i pot presentar qualsevol color i dibuix. Té un pèl suau i ondulat. El cos és prim, amb l'abdomen enfonsat com el d'un gos llebrer. La raça de vegades es coneix com el llebrer dels gats, a causa de l'aspecte elegant i la carrera galopant característica de la raça.